# Stefano Castagnola

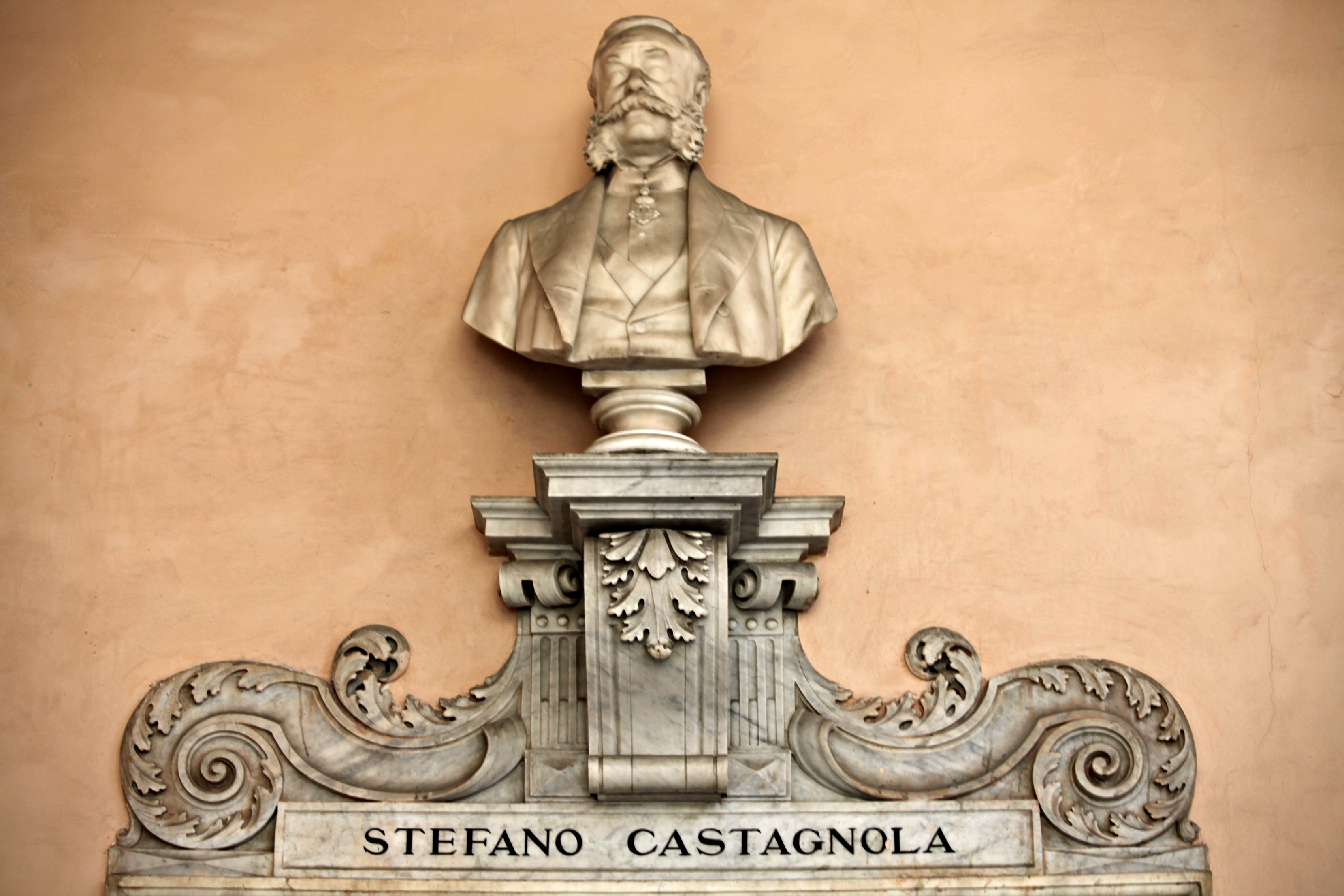
Busto di Stefano Castagnola presso il Palazzo Doria-Tursi a Genova

Stefano Castagnola (Chiavari, 3 agosto 1825 – Genova, 11 settembre 1891) è stato un avvocato e politico italiano.

## Biografia
Mazziniano, laico ed anticlericale si arruolò come volontario nel 1848 quando il Piemonte dichiarò guerra all'Austria e combatté numerose battaglie della prima guerra d'indipendenza da Peschiera a Custoza.
Fu deputato del regno di Sardegna dal 1857 al 1860 e del regno d'Italia dal 1861 al 1876. 
Dopo aver militato fra le schiere della sinistra rivoluzionaria si avvicinò alla Destra storica.
Dal 1869 fu Ministro dell'agricoltura, dell'industria e del commercio  del Regno d'Italia nel Governo Lanza, e resse anche a interim quello della Marina e quello dei lavori pubblici
In qualità di ministro dell'Agricoltura promosse le prime forme di associazionismo agrario, come i comizi agrari e le stazioni agrarie
Dal 1881 al 1887 fu anche componente del Consiglio dell'Ordine degli avvocati di Genova  Restò ministro fino al 1873.
Eletto sindaco della città di Genova tra il 1888 quale esponente di punta di un fronte anticlericale che batté Andrea Podestà, sindaco uscente del comune di Genova e capo del fronte clerico-moderato, ricoprì l'incarico sino a pochi mesi dalla morte nel 1891, interessandosi in modo particolare dei problemi portuali e della preparazione dell'esposizione colombiana che si sarebbe svolta nel 1892.
Fu nominato Senatore del Regno nel 1889.
L'Università di Genova dopo avergli affidato la supplenza nel corso di diritto romano, gli conferì l'incarico di diritto ecclesiastico e, infine, gli attribuì la carica di diritto commerciale. Stimato avvocato civilista riuscì accettando di difenderli in sede penale a sottrarre alla pena capitale, richiesta dall'accusa, due mazziniani imputati di tentativo di insurrezione. 
A Staglieno vi è la sua tomba realizzata da Demetrio Paernio.